# L64/65
Le L64 (également appelé Enfield Individual Weapon) était un prototype de fusil d'assaut britannique de calibre intermédiaire développé dans les années 1970. À une certaine époque, il était connu sous le nom d’arme individuelle 4,85, en référence au calibre de la balle qu’il tirait.
Le L64/65 est un fusil d'assaut bullpup de calibre 4,85 mm à récupération de gaz. Il utilise un fonctionnement de type AR-18 avec un piston à gaz de type SVT-40. Le viseur SUSAT est robuste et fiable.

## Développement
L’armée britannique avait envisagé des conceptions de bullpup avec des munitions de calibre intermédiaire dans les années 1950, et a officiellement adopté l’un d’entre eux comme .280 British en 1951 dans le Enfield EM2 et Taden. Cependant, l’intransigeance des États-Unis au cours des efforts de normalisation de l’OTAN, et l’intérêt de Winston Churchill pour les normes avant tout, ont conduit à l’adoption de la cartouche de 7,62 × 51 mm OTAN. C’était beaucoup plus puissant que le .280 et ne pouvait pas être facilement adapté aux armes existantes. Au lieu de cela, les armées britanniques et canadiennes ont adopté le L1A1 SLR, une version sous licence du FN FAL, lui-même conçu à l’origine pour le .280.
Au cours des années 1960, les États-Unis ont constaté que, comme les Britanniques l’avaient suggéré, le 7,62 mm OTAN était beaucoup trop puissant pour être utilisé dans un fusil entièrement automatique. Après de nombreuses querelles, l’armée américaine a finalement adopté le fusil M16, tirant la cartouche de .223 Remington de puissance beaucoup plus faible que même le .280. Avec la normalisation abandonnée, l’armée britannique a de nouveau commencé à rechercher des munitions plus légères dans les années 1970. Ces efforts ont suggéré qu’une munition de poids similaire à celle des M16, mais tirant une balle de plus petit diamètre, offrirait les mêmes schémas de recul tout en ayant une bien meilleure pénétration et balistique. Le résultat a été l’arrondi de 0,190 pouce (4,85 mm) monté dans des cartouches « necked down » mais par ailleurs standard de 5,56 mm du M16.
La Royal Small Arms Factory a développé un fusil pour tirer la nouvelle balle. Le nouveau L64/65 « Arme individuelle » était extérieurement similaire à l’ancien EM-2, mais adoptait un mécanisme de tir très similaire à la dernière conception AR-18 d’ArmaLite, qui a été fabriqué en Grande-Bretagne sous licence par la Sterling Armaments Company de 1975 à 1983. Les premiers exemplaires ont été disponibles en 1972.
En 1976, l’OTAN était prête à normaliser une cartouche de petit calibre, et les essais des différentes cartouches en tête à tête ont commencé en 1977. Telle que conçu, la cartouche britannique a bien fonctionné, mais l’OTAN a conclu que la concurrente de la Fabrique nationale basée sur le 5,56 mm, le « SS-109 » donnait la « meilleure performance globale » et a été sélectionnée.
Le modèle L64 a ensuite été développé dans la famille d’armes SA80, qui est entrée en service au Royaume-Uni dans les années 1980.